# Kountouriotis (1931)
Kountouriotis (gr.: ΒΠ Κουντουριώτης) – grecki niszczyciel z okresu II wojny światowej.
"Kountouriotis” należał do czwórki niszczycieli zmodyfikowanego typu Dardo, zamówionych przez marynarkę grecką we włoskiej stoczni Cantieri navali Odero w Sestri Ponente niedaleko Genui w 1929 roku. Zwodowany jako pierwszy (29 sierpnia 1931 roku), otrzymał swą nazwę dla uczczenia admirała Pawlosa Kunduriotisa, dowódcy floty greckiej w trakcie wojen bałkańskich a następnie dwukrotnego prezydenta Grecji. Po przyjęciu do służby w 1932 roku niszczyciel otrzymał numer burtowy 48.
Po wybuchu wojny z Włochami w 1940 roku „Kountouriotis” brał udział w działaniach przeciwko włoskim liniom zaopatrzeniowym, eskortowaniu konwojów i operacjach minowych. Po ataku niemieckim 5 kwietnia 1941 roku i porażce greckiej armii, rząd zdecydował o ewakuacji floty na Bliski Wschód i prowadzeniu dalszej walki u boku Aliantów. „Kountouriotis” wypłynął z portu w Pireusie 22 kwietnia i skierował się do Aleksandrii. W grudniu 1941 roku został wysłany do Indii, gdzie przeszedł przezbrojenie, polegające na zastąpieniu jednej armaty kal. 120 mm i potrójnej wyrzutni torped przez armatę przeciwlotniczą kal. 76,2 mm i dwa działka Oerlikon kal. 20 mm.
"Kountouriotis” otrzymał brytyjski numer taktyczny H 07. Był wykorzystywany głównie w działaniach eskortowych na Morzu Śródziemnym. We wrześniu 1942 roku transportował oddział żołnierzy dla zajęcia wyspy Kastelorizo w archipelagu Dodekanez. Jednak, ponieważ pozyskanie części zamiennych dla skonstruowanych we Włoszech okrętów było niemożliwe w warunkach wojennych, niszczyciel, wraz z bliźniaczym „Spetsai”, został odstawiony do rezerwy w 1943 roku i zacumowany na stałe w Port Saidzie. Jego załoga obsadziła inne, dzierżawione od Royal Navy okręty.
Pod koniec 1944 roku, w związku z opuszczeniem przez wojska niemieckie terytorium Grecji, „Kountouriotis” został przebazowany do portu w Pireusie. Jego zły stan techniczny i znaczne zużycie spowodowały wycofanie niszczyciela ze służby w 1946 roku i sprzedanie go na złom. Jego nazwę przejął zakupiony przez Grecję w 1973 roku niszczyciel USS „Rupertus” (DD-851) amerykańskiego typu Gearing, pozostający w służbie do 1995 roku. Obecnie nazwę tę nosi przejęta od Holandii w 1997 roku fregata rakietowa typu Kortenaer o numerze burtowym F 462 (ex „Kortenaer” F 807).